# Roland Delachenal
Jean Pierre François "Roland" Delachenal (Lyon, 5 de abril de 1854-París, 29 de enero de 1923) fue un archivero, paleógrafo e historiador francés (promoción de 1883), fue elegido miembro de la Academia de Inscripciones y Bellas Letras el 3 de diciembre de 1920, sucediendo en el sitio al abad Paul Lejay.

## Biografía
De familia originaria de la Auvernia establecida en Lyon como comerciantes en el siglo XVIII, sus padres fueron Louis Delachenal, nacido en Lyon, y Brugière de Barante, de la Auvernia, hija del secretario general de la prefectura del departamento de Ródano.
Sus primeros estudios fueron con un tutor austero y difícil para continuar con los jesuitas de la escuela secundaria Notre-Dame-de-Mongré, cerca de Villefranche-sur-Saône.
Inclinado por las Letras y la Historia, en 1875 se licenció en la Facultad de Letras de Lyon donde conoció al profesor de literatura extranjera a Guillaume-Alfred Heinrich, autor de obras como "Le Parcival de Wolfram d'Eschenbach et la légende du Saint-Graal" y amigo personal de Frédéric Ozanam al que prologó sus obras. También conoció y entabló amistad con el historiador Émile Charvériat, autor de importantes obras sobre Alemania en los siglos XVI y XVII.
Tras pasar tres años en la Facultad de Derecho de Grenoble, en 1878, también se licenció en Derecho. En Grenoble estuvo tentado por la carrera militar aunque finalmente lo desechó para no estar lejos de sus padres que ya habían perdido a sus otros hijos. Cumplió con celo en sus deberes como oficial territorial y de reserva en un batallón de cazadores de infantería. Quizá este período militar le resultó útil posteriormente cuando estudió algunas batallas pasados como Poitiers (1356), Cocherel (1364) o Nájera (1367).
Decidido a continuar su vocación por la Historia, junto a sus padres, se traslada a París para estudiar  en la prestigiosa École des Chartes entre 1879-1883. Siendo el mejor de su promoción, obtuvo el diploma de archivista paleógrafo presentando una tesis titulada Les avocats au Parlement de Paris (1300-1600). Tuvo entre sus compañeros de estudios a Ernest Langlois, Germain Lefèvre-Pontalis, Georges Durand. En esa época uno de los profesores que más influencia ejercieron sobre él fue Léon Gautier a quién Delachenal tildaba como «el guía más afectuoso y seguro.» Su tesis, que durante dos años más la revisó antes de publicarla, le permitió ganar en 1887 en concurso la primera medalla de Antigüedades de Francia otorgada por la Academia de Inscripciones y Bellas Letras.
En 1915 fue elegido secretario general de la Sociedad Francesa de Historia ejerciendo el cargo durante seis años con una Primera Guerra Mundial dificultando su tarea. La Academia de Inscripciones había concedido tres veces, en 1909, 1916 y 1917, el Gran Premio Gobert al historiador de Carlos V. A finales de 1920, fue elegido miembro de la Academia de Inscripciones para suceder al abad Lejay.
En enero de 1923, una neumonía acabó con su vida repentinamente.
Fue fundamentalmente un medievalista especializado en la Historia de Francia, en concreto en los reinados de Juan II y Carlos V (1364-1380), así como en Historia de Navarra, del rey Carlos II de Navarra, conde de Évreux, (1349-1387). Por tanto también fue buen conocedor del período de la Guerra de los Cien Años (1337-1453) que protagonizaron todas estas figuras. 
También abordó otros campos como la historiografía francesa, la diplomática, la historia de las instituciones jurídicas en la Baja Edad Media o la historia urbana de Crémieu. Fue miembro de la Sociedad de la Historia de Francia (París, incluso fue secretario general) y de la Sociedad de la École des Chartes (presidente).

## Publicaciones
En cuanto a sus publicaciones destacar algunas como:
- Histoire des avocats au Parlement de Paris, 1300-1600, Librairie Plon, Paris, 1885 (leer en línea) (primera medalla del Concurso de las Antigüedades de France en 1887, Academia de Inscripciones y Bellas Letras). Según críticas del momento esta historia, dispersa en los registros del Parlamento de París que hasta entonces, «nadie se había molestado en buscarla»,  Delachenal asumió la tarea y «la llevó a cabo con perfecta conciencia y método; presentó los resultados de su investigación en un libro claro, libre de detalles innecesarios, bien distribuido, con un estilo preciso y elegante, lo que hace muy entrañable su lectura.»[10]
- Une petite ville du Dauphiné. Histoire de Crémieu, imprimerie F. Allier père et fils, Grenoble, 1889 (reseña) es una obra elaborada como consecuencia de sus períodos vacacionales vividos en ella durante algunos años en el Dauphiné. Además de esta obra, publicará numerosos artículos sobre la historia local de la comarca en el Bulletin de l'Académie delphinale.[11]
- Correspondance de Pierre Chépy avec le ministre des affaires étrangères (mai 1793 janvier 1794): un agent politique à l'armée des Alpes, imprimerie F. Allier père et fils, Grenoble, 1894 (leer en línea)
- Cartulaire du temple de Vaux, Librairie Alphonse Picard & fils, Paris, 1897 (compte-rendu)
- Histoire de Charles V, Librairie Alphonse Picard & fils, Paris. Fue la obra que más le distinguió en su época[12] que aún mantiene bastante vigencia en la actualidad. Esta obra, cuyos dos tomos últimos se publicaron póstumamente, le llevó treinta años de trabajo:
  - Tomo 1, 1338-1358, 1909 (leer en línea)
  - Tomo 2, 1358-1364, 1909 (leer en línea)
  - Tomo 3, 1364-1368, 1916 (leer en línea)
  - Tomo 4, 1368-1377, 1928 (leer en línea)
  - Tomo 5, 1377-1380, 1931 (leer en línea)
- Chronique des règnes de Jean II et de Charles V, Librairie Renouard, Paris:
  - Tomo 1, 1350-1364, 1910 (leer en línea)
  - Tomo 2, 1364-1380, 1916 (leer en línea)
  - Tome 3, Continuation et appendice, 1920 (leer en línea)
  - Tomo 4, Miniatures du manuscrit de Charles V, Société de l'histoire de France, Paris, 1920 (leer en línea)

## Distinciones
- Oficial de Instrucción pública.
- 1887: Medalla de Antigüedades de Francia de la Academia de Inscripciones y Letras.

- 1909, 1916, 1917: Premio Gobert de la Academia de Inscripciones y Bellas Letras.[1]
- Caballero de la Legión de honor desde el 20 de abril de 1921.[13]